# Manu

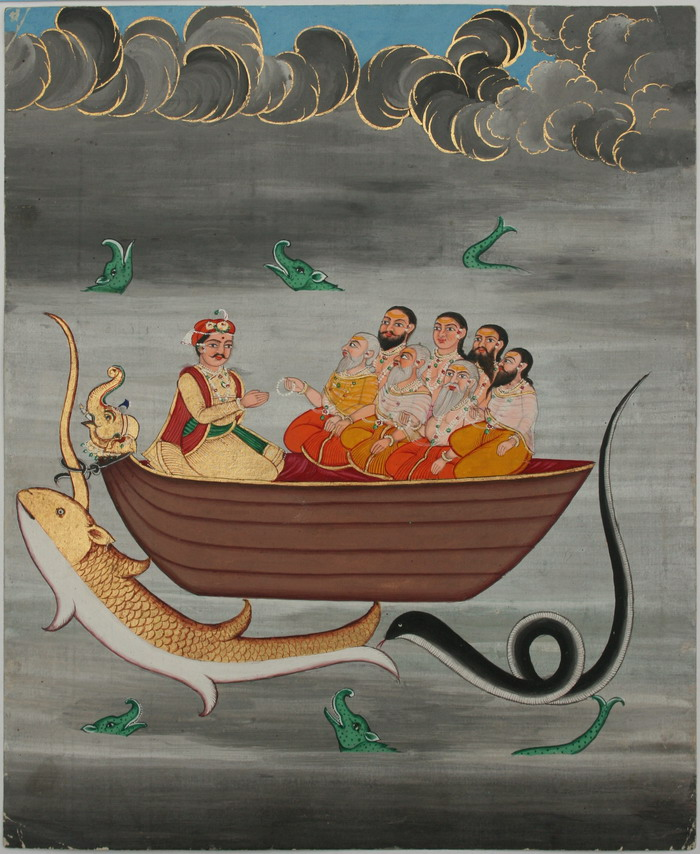
Ryba Matsja zachraňuje Manua a sedm mudrců během potopy světa

Manu je v indické mytologii první člověk a prapředek lidstva. Ve védské mytologii existuje pouze jeden Manu, první obětník, a otec bohyně Ily. V pozdějším hinduismu vznikl koncept kosmických cyklů, v kterém má každá z epoch Brahmova dne, svého Manua, kterých je tak čtrnáct. Manuovi Svájambhuvovi, prvnímu z Manuů tohoto Brahmova dne, je připisováno autorství Manuova zákoníku.

## Védský Manu
V Rgvédu se objevuje pod jménem Manu či Manus, přičemž nese přízviska Vivasvat a Sámvarani, není však vždy jasné zda jde o vlastní jméno či obecné „člověk, muž“, a je označován za „otce“, „našeho otce“. Je označován za prvního člověka, který prováděl oběti a je tak chápán jako obětník modelový a o obětnících se tak hovoří jako o těch co činí „jako Manu“. Úzce je spojen také s posvátným nápojem sómou, který mu byl přinesen ptákem a Manuovu sómu pil Indra před svým soubojem s Vrtrou.
Manuovou matkou je bohyně Saranjú či její dvojnice Savarna. Mýtus o jejím mateřství se poprvé objevuje v náznacích v rgvédském hymnu 10.17, který vypráví že ji její otec připravoval na svatbu se smrtelníkem Vivasvánem, během cesty za svým snoubencem však byla unesena či skryta skupinou bohů. Bohové také vytvořili repliku (savarna) bohyně, kterou Vivasvánovi podstrčili. Saranjú zároveň zanechala u Vivasvána oba páry dvojčat – prvním byli Ašvinové, kterými byli obtěžkána již v době svého únosu, zatímco druhý je snad Jama, jako jehož matka je v hymnu zmiňována, a Jamí, jež však přímo zmiňována není. Manu však v tomto dílem se Saranjú spojován není, a spojení mezi Manuem a Jamou se objevuje až v Šatapatha bráhmaně kde je Manu označen za krále živých a Jama za krále mrtvých. V díle Brhad-devatá, sbírce védských mýtů z 4. století př. n. l., a Jáskově Niruktě, gramatickém pojednání z 7. až 4. století př. n. l., je již mýtus plně rozvinut a vypráví se že Saranjú zplodila se svým manželem Vivasvánem dvojčata Jamu a Jamí. Poté vytvořila svou kopii, přenechala jí své děti k opatrování, sama se proměnila v klisnu a utekla. Vivasván poté s kopií své manželky zplodil Manua. Po opětovném shledání s pravou manželkou Vivasván zplodil Ašviny. V Rgvédu na vztah Manua a Vivasvána poukazuje jen jednou užité jméno Manu Vivasvat. V Atharvavédu, Šatapatha bráhmaně a pozdějších textech je pak za jeho jméno umísťováno patronymikum Vaivastvat „Vivasvánovec”. V pozdějších variantách příběhu se objevuje namísto Vivasvána sluneční bůh Súrja, který s ním byl často ztotožňován.
V Šatapatha bráhmaně se také vypráví jak přežil během potopy světa zachráněn rybou, která byla později ztotožněna s Matjsou, Višnuovým prvním avatárem. Poté se stal předkem celého lidstva skrze svoji dceru jménem Idá, která se zrodila z jeho obětí.

## Manuové kosmických epoch
Každý z Manuů vládne kosmické epoše zvané manvantara „Manuova éra“, která trvá 306 720 000 let a je pokaždé zakončena potopou světa. Během každé z těchto ér se 71× opakuje cyklus věků zvaných jugy, během kterého dochází k úpadku vesmíru i lidstva a jeho následné obnově. Čtrnáct manvantara tvoří jeden kalpa, zvaný též Brahmův den, o kterém se také uvádí že trvá od stvoření po zániku vesmíru. Mezi čtrnáct Manuů tohoto Brahmova dne náleží:
1. Svájambhuva
2. Sváróčiša
3. Uttama
4. Támasa
5. Raivata
6. Čákšuša
7. Vaivasvata
8. Savarni
9. Dakšasavarni
10. Brahmásavarni
11. Dharmasavarni
12. Rudrasavarni
13. Raučjadévasavarni
14. Indrasavarni či Bhautja

Kromě cyklu jug dochází k postupné úpadku i v průběhu celého Brahmova dne a každý z Manuů tak vládne světu který je stále v horším stavu.